# István Reiman
István Reiman (*  26. Februar 1927 in Fülek; † 11. März 2012 in Budapest) war ein ungarischer Mathematiker, der sich mit Graphentheorie und Geometrie befasste.
Reiman studierte ab 1949 an der Eötvös-Loránd-Universität, an der er auch nach dem Abschluss 1953 blieb und Geometrie lehrte. Nach der Habilitation 1970 war er bis 1996 Professor für Geometrie an der Technischen Hochschule Budapest.
In der Graphentheorie bewies er den Satz von Reiman. Er bereitete 40 Jahre lang (1961 bis 2002) die ungarischen Teams für die Mathematikolympiade vor und gab Bücher mit den dort gestellten Aufgaben heraus. Er leitete einen Jugendkreis der Ungarischen Mathematischen Gesellschaft, der sich regelmäßig Samstags traf und von vielen später bekannten Mathematikern in Ungarn besucht wurde.
2007 erhielt er das Offizierskreuz des Verdienstordens der Republik Ungarn. 2000 erhielt er den Paul Erdös Preis  der World Federation of Mathematics Competitions.

## Schriften
- International Mathematical Olympiad, Band 1,2, Anthem Press 2005[1]
- International Mathematical Olympiad 1959 - 1999, Anthem Press 2002